# Lisa Ryder
Lisa Ryder (Edmonton, 26 de outubro de 1970) é uma atriz canadense, que interpretou o papel de Beka Valentine na série televisiva Andromeda.
Ryder frequentou a Universidade de Toronto, onde começou a representar. Formou um grupo local de teatro chamado Bald Ego Productions, em Toronto, após a graduação, e começou o seu primeiro filme e papéis na televisão em meados dos anos 90.
Particicpou como convidada em Terra: Conflito Final, de Gene Roddenberry, Total Recall 2070, Kung Fu: A Lenda Continua, Wind at My Back e Psi-Factor: Chronicles of the Paranormal. Teve também um papel secundário em The Newsroom.

## Filmografia

### Cinema
| Ano  | Título                  | Papel           | Nota  |
| ---- | ----------------------- | --------------- | ----- |
| 1997 | City of Dark            | Kim             |       |
| 1997 | Strands                 | Halley          | Curto |
| 1998 | Blackheart              | Sam             |       |
| 1998 | Stolen Heart            | Joey            |       |
| 2002 | Jason X                 | Kay-Em 14       |       |
| 2004 | Lemon                   | Estelle Freisen | Curto |
| 2012 | The Story of Luke       | Sara            |       |
| 2016 | Every Escape Imaginable | Wanda           | Curto |

## Liugações externas
- Lisa Ryder. no IMDb.